# Laziczius Gyula
Laziczius Gyula (Újpest, 1896. augusztus 18. – Budapest, 1957. augusztus 4.) posztumusz Kossuth-díjas nyelvész, fonetikus, nyelvjáráskutató, irodalomtörténész, a nyelvtudomány doktora, a Magyar Tudományos Akadémia levelező (1935), majd rendes (1945) tagja. Újszerű, eredeti szemléletű általános nyelvelméleti és fonológiai kutatásaival a 20. századi magyar nyelvtudomány kiemelkedő alakja, Gombocz Zoltán mellett a strukturalista nyelvészet első magyarországi képviselője volt. 1938-tól 1950-ig töltötte be a budapesti Pázmány Péter Tudományegyetem általános nyelvészeti és fonetikai intézetének tanszékvezető igazgatói tisztét.

## Életútja
Az újpesti főgimnáziumot végezte el, ahol magyartanára Babits Mihály volt. 1914-ben beiratkozott a Budapesti Tudományegyetemre, de tanulmányait félbeszakítva 1915-től már az első világháború keleti frontján teljesített katonai szolgálatot. 1916-ban hadifogságba esett, s csak 1918-ban tért haza Nyizsnyij Novgorodból. Ezt követően a fővárosi egyetemen folytatta egyetemi tanulmányait, s 1920-ban megszerezte magyar–német szakos középiskolai tanári oklevelét.
1919 májusa és szeptembere között az István úti főgimnáziumban tanított, a tanácsköztársaság idején számos, nagy visszhangot keltett előadást tartott. 1919–1921-ben a Mester utcai Női Felsőkereskedelmi Iskola, 1921–1922-ben pedig egy felsőkereskedelmi fiúiskola tanára volt. A tanácsköztársaságban vállalt közszerepléséért 1922-ben fegyelmi eljárást indítottak ellene, és tanári állásából elbocsátották. Magántisztviselő lett, 1922-től 1932-ig a Kohner-féle bankház külföldi levelezési osztályát vezette. Ezzel párhuzamosan munkatársa, cikkírója volt irodalmi folyóiratoknak, valamint magánúton nyelvészeti tárgyakat hallgatott a Pázmány Péter Tudományegyetem bölcsészettudományi karán. Bölcsészdoktori oklevelét 1929-ben vette át, majd 1930 és 1932 között belföldi kutatási ösztöndíjjal nyelvészeti tanulmányokat végzett.
1932–1933-ban az akkor alapított mátyásföldi Corvin Mátyás Gimnáziumban tanított óraadó helyettes tanárként. 1933-ban szerzett magántanári képesítést a Pázmány Péter Tudományegyetemen. A magyar és szláv nyelvek általános hangtani kérdéseinek magántanára lett. 1933 és 1936 között a bölcsészettudományi kar dékáni titkáraként is alkalmazásban állt az egyetemen, 1936-tól 1938-ig pedig az egyetem magyar nyelvészeti intézetének helyettes tanára volt. 1938-ban az általános nyelvészet és fonetika nyilvános rendkívüli tanárává nevezték ki. 1940 után nyilvános rendes tanárként folytatta a tanszéki oktatómunkát, ezzel együtt 1938 és 1950 között az általános nyelvészeti és fonetikai intézet igazgatói feladatait is ellátta. A politikai átalakulás és számonkérés időszakában, 1949-ben rendelkezési állományba helyezték, végül 1950-ben kényszernyugdíjazták.
A tudományos kutatómunkát ezután sem hagyta abba, 1951-től haláláig a magyar nyelvtörténeti adattár munkálatait irányította az MTA Nyelvtudományi Intézete megbízásából. 1952-ben a nyelvtudomány kandidátusa, röviddel halála előtt, 1957-ben pedig a nyelvtudomány doktora lett.

## Munkássága
Kutatásai általános nyelvészeti kérdések vizsgálata mellett elsősorban a fonetika és fonológia problémáira irányultak. Az absztrakt fonémák és fonetikai megvalósulásuk elméletét megalapozó Baudouin de Courtenay  híveként munkáival hozzájárult az újgrammatikus nyelvszemléletet felváltó strukturalista nyelvelmélet magyarországi térhódításához. Kapcsolatban állt a strukturalista nyelvészetet a hangtanra is kiterjesztő prágai nyelvészkörrel, ezen belül a prágai iskola meghatározó alakjával, Nyikolaj Trubeckojjal.
Tanulmányozta a dialektológia egyes vonatkozásait is. Ennek során a magyar nyelvjárásokat az addig meghatározó földrajzi szemlélettel ellentétben a strukturális fonológia szempontjaira támaszkodva osztályozta, előtérbe helyezve az egyes nyelvjárásokban előforduló fonémák rendszerét és jelentésmegkülönböztetésben betöltött funkcionális terheltségét.
Egy 1935-ös cikkében bevezette az emfatikumok fogalmát, amellyel a fonematikai szempontból rövid, de a beszédben megnyújtott alakban használt szótagokat írta le. Ezzel a korban egyedülállónak számító kísérletet tett a beszéd fonológiai és prozódiai – eladdig elkülönülő – értelmezésének ötvözésére. Ugyanezt a törekvést jelezte A nyelv és beszéd megkülönböztetése a hangtani kutatásban címmel 1938-ban megtartott akadémiai székfoglalója.
Alapvetésekként számon tartott önálló kötetei közül jelentőségében kiemelkedik 1932-ben megjelent, Bevezetés a fonológiába című műve, amelyet a világ első fonológiai tankönyveként tartanak számon (1961-ben németül is kiadták). Nyelvészeti cikkei hazai és külföldi szaklapokban jelentek meg.
Tudományos eredményei nemzetközi elismertségét késleltette, hogy fordulatos életútján viszonylag későn lépett a nyelvtudomány művelésének útjára, s a politika korán el is távolította tanszékvezetői, intézetigazgatói posztjáról. Nemzetközi ismertsége és elismertsége csak halálát követően, az 1960-as években érett be, külföldön tanulmánykötetet is szenteltek Laziczius emlékének. 1944-ben megjelent Fonetika című művét 1963-ban Fónagy Iván kiegészítő fejezetével újra kiadták. A kötet az általa képviselt modern szemléletnek köszönhetően évtizedekig a fonetika oktatásának egyik fontos egyetemi tankönyve volt. Mindezek ellenére a hazai nyelvtudomány-történet máig adós életművének átfogó számbavételével.
Az 1920-as években behatóan foglalkozott az orosz irodalommal, főként Visszarion Belinszkij, Fjodor Dosztojevszkij és Lev Tolsztoj életművével. E témakörben cikkei jelentek meg a korszak több szépirodalmi, kritikai folyóiratában (Magyar Írás, Nyugat, Budapesti Szemle, Magyar Szemle).

### Társasági tagságai és elismerései
A Magyar Tudományos Akadémia 1935-ben levelező, majd 1945-ben rendes tagjai sorába választotta. Az Akadémia 1949-es szervezeti átalakítása során tanácskozó taggá minősítették, s rendes tagságát csak posztumusz, 1989-ben adták vissza. A Magyar Nyelvtudományi Társaság titkári tisztségét is betöltötte.
1933-ban a Magyar Tudományos Akadémia Sámuel-díját vette át. A modern magyar nyelvtudomány megteremtéséért végzett munkásságáért és életművéért 1990-ben posztumusz Kossuth-díjban részesült.

## Főbb művei
- Bevezetés a fonológiába. Budapest: Magyar Nyelvtudományi Társaság. 1932
- A magyar nyelvjárások. Budapest: Magyar Tudományos Akadémia. 1936
- Általános nyelvészet: Alapelvek és módszertani kérdések. Budapest: Magyar Tudományos Akadémia. 1942
- Fonétika. Budapest: Egyetemi ny. 1944
- Lehrbuch der Phonetik. Berlin: Akademie-Verlag. 1961
- Fonetika. Szerk. Simonyi Pálné. Budapest: Tankönyvkiadó. 1963
- Selected writings of Gyula Laziczius. Ed. by Thomas A. Sebeok. The Hague: Mouton. 1966

## További irodalom
- Vértes Edit: Laziczius Gyula. In: Magyar Nyelvőr 1957. 3.
- Tamás Tarnóczy: Julius von Laziczius. In: Zeitschrift für Phonetik und Allgemeine Sprachenwissenschaft X. 1957. 3. sz.
- Harmatta János: Laziczius Gyula. In: Nyelvtudományi Közlemények, 1958. 1. sz.
- Károly Sándor: Laziczius Gyula szellemi hagyatékából. In: Magyar Nyelv, 1976.
- Kovács Ferenc: Laziczius Gyula és a Prágai Nyelvészkör. In: Magyar Nyelvőr, 1976.
- Imre Samu: Laziczius Gyula és a magyar nyelvjáráskutatás. In: Nyelvtudományi Közlemények 78, 338–345, 1976.
- Dukkon Ágnes: Laziczius Gyula tanulmányai az orosz irodalomról. In: Filológiai Közlemények, 1982.
- Kassai Ilona: Laziczius Gyula hangtani munkássága. In: Magyar Nyelv, 86, 13–16, 1990.
- Balázs János: Laziczius Gyula és a korabeli általános nyelvészet. In: Magyar Nyelv 86, 1–7, 1990.
- Laziczius Gyula szellemi hagyatéka. Szerk. Kincses Kovács Éva. Miskolc, 1995.
- Kiefer Ferenc: Laziczius Gyula. In: Magyar Nyelv, 1997.
- Ferenc Kiefer: Gyula Laziczius, a Hungarian structuralist. In: Acta Linguistica Hungarica LV. 2008. 1–2. sz. 121–130. o.
- Simoncsics Péter: Paradigmaváltás légüres térben. Karácsony Sándor, Lotz János és Laziczius Gyula kísérletei a magyar grammatika megújítására a XX. század 30-as éveiben; Tinta, Bp., 2005 (Segédkönyvek a nyelvészet tanulmányozásához)